# ألعاب الدول الصغيرة الأوروبية 2009
عقدت ألعاب الدول الصغيرة الأوروبية 2009 في جمهورية قبرص في الفترة من 1 يونيو إلى 6 يونيو.

## الرياضات
- ألعاب القوى.
- كرة السلة.
- الجمباز.
- الجودو.
- ركوب الدراجات الجبلية.
- سباق اليخت.
- الرماية.
- السباحة.
- تنس الطاولة.
- التنس.
- كرة الطائرة.

## جدول الميداليات
الجدول التالي يوضح أسماء الدول وعدد الميداليات التي حصلت عليها كل دولة:
| الترتيب | منتخب      | ذهبية | فضية | برونزية | المجموع |
| ------- | ---------- | ----- | ---- | ------- | ------- |
| 1       | قبرص       | 59    | 47   | 33      | 139     |
| 2       | أيسلندا    | 32    | 24   | 25      | 81      |
| 3       | لوكسمبورغ  | 26    | 17   | 19      | 62      |
| 4       | موناكو     | 7     | 18   | 17      | 42      |
| 5       | سان مارينو | 4     | 9    | 16      | 29      |
| 6       | مالطا      | 3     | 5    | 13      | 21      |
| 7       | ليختنشتاين | 2     | 4    | 12      | 18      |
| 8       | أندورا     | 1     | 7    | 9       | 17      |

## روابط خارجية
- الموقع الرسمي